# Markopoulo (Kefalonia)
Markopoulo (greacă Μαρκόπουλο ) este un oraș în Grecia în prefectura Kefalonia.